# El Cerrito (comtat de Contra Costa)
El Cerrito és una ciutat dels Estats Units a l'estat de Califòrnia. Segons el cens del 2000 tenia 23.171 habitants.

## Demografia
Segons el cens del 2000, El Cerrito tenia 23.171 habitants, 10.208 habitatges, i 5.971 famílies. La densitat de població era de 2.451,1 habitants/km².
Dels 10.208 habitatges en un 20,7% hi vivien nens de menys de 18 anys, en un 45,4% hi vivien parelles casades, en un 9,7% dones solteres, i en un 41,5% no eren unitats familiars. En el 30,4% dels habitatges hi vivien persones soles el 12,8% de les quals corresponia a persones de 65 anys o més que vivien soles. El nombre mitjà de persones vivint en cada habitatge era de 2,25 i el nombre mitjà de persones que vivien en cada família era de 2,81.
Per edats la població es repartia de la següent manera: un 15,9% tenia menys de 18 anys, un 6,7% entre 18 i 24, un 31,2% entre 25 i 44, un 25,7% de 45 a 60 i un 20,4% 65 anys o més.
L'edat mediana era de 43 anys. Per cada 100 dones de 18 o més anys hi havia 86,6 homes.
La renda mediana per habitatge era de 57.253 $ i la renda mediana per família de 69.397 $. Els homes tenien una renda mediana de 50.316 $ mentre que les dones 40.866 $. La renda per capita de la població era de 32.593 $. Entorn del 3,5% de les famílies i el 6,7% de la població estaven per davall del llindar de pobresa.

## Poblacions properes
El següent diagrama mostra les poblacions més properes.